# باسم یوسف
باسِم رأفت محمد یوسف (متولد ۲۲ مارس ۱۹۷۴) طنزپرداز، کمدین، نویسنده و مجری برنامه‌های تلویزیونی مصری است. برنامه‌های او همانند طنزپرداز آمریکایی جان استوارت دارای طنز سیاسی بوده و بنا به گفته دادگاهی در مصر به دلیل اهانت به رئیس‌جمهور محمد مرسی و مقدسات دینی و تشویش اذهان عمومی به دادگاه فراخوانده شد.

## شرح زندگی
باسم یوسف پزشک جراح قلب و ریه است و در جریانانقلاب ۲۰۱۱ مصر فعالیت پزشکی زیادی ارائه داده‌است، اما شهرت او بیشتر به برگزاری برنامه‌های طنز سیاسی بعد از انقلاب برمیگردد. در ابتدا در فضای مجازی و یوتیوب فیلم‌های خود را با نام (B+Show) منتشر می‌کرد تعداد این برنامه‌ها بیش از ۱۸۰ مورد بود و بیش از ۱۵ میلیون بار دیده شده بود.
از رمضان ۱۴۳۲ (اوت ۲۰۱۱ میلادی) طبق قراردادی با شبکه تلویزیون ONTV مصر نمایش تلویزیونی «البرنامه» (به عربی: البرنامج) را که موضوعی طنزآمیز داشت به صورت هفتگی اجرا می‌کرد. این نمایش تلویزیونی در حدود ۳۰ میلیون بیننده در خاورمیانه داشت.
در سال ۲۰۱۳ مجله فارن پالیسی نام وی را در لیست ۱۰۰ متفکر برجسته جهان قرار داد و عنوان کرد که کارهای او نشان دهنده اهمیت طنز سیاسی است.

## احضار به دادگاه
بعد از پخش سه برنامه از سری دوم «برنامه» که در کانال دیگری در مصر پخش می‌شد، چند ادعانامه علیه وی در دادگاه مطرح شد و او مجبور شد که برنامه‌های خود را به صورت برخط اینترنتی پخش نماید.
در ۳۰ مارس ۲۰۱۳ متعاقب شکایت دفتر رئیس‌جمهور به اتهام توهین به رئیس‌جمهور و تشویش اذهان و تهدید امنیت عمومی، قراربازداشت برای وی ارسال و به دادگاه احضار گردید و پس از دفاع در روز بعد، به قید وثیقه آزاد شد. عده ای از هواداران وی در بیرون دادگاه تظاهراتی به نفع وی برگزار و به احضار او اعتراض کردند. مخالفان حکومت مرسی این اتهام را تحدید آزادی‌های فردی قلمداد کرده‌اند.
در تاریخ ۶ آوریل ۲۰۱۳ دادگاهی در مصر به توقف برنامه تلویزیونی وی رأی نداد و او می‌تواند برنامه خود را ادامه دهد. وکیل گروه اخوان المسلمین به خبرگزاری آسوشیتدپرس گفته‌است که دادخواستی که علیه باسم یوسف داده شده از طرف این گروه نبوده‌است.